# Juillet 2014
Juillet 2014 est le 7e mois de l'année 2014.

## Évènements
- 1er juillet : Juan Carlos Varela entre en fonction comme président du Panama.
- du 4 au 8 juillet : 15e Japan Expo à Paris.
- 4 juillet : Domingos Simões Pereira devient le nouveau premier ministre de la Guinée-Bissau.
- 5 juillet : l'armée ukrainienne reprend la ville de Sloviansk[1], jusqu'alors assiégée.
- 6 juillet :
  - Mohamed Dionne est nommé premier ministre du Sénégal en remplacement d'Aminata Touré.
  - Novak Djokovic remporte le Tournoi de Wimbledon 2014.
- 8 juillet :
  - Marguerite Pindling devient la première femme gouverneur général des Bahamas ;
  - Israël lance l’opération Bordure protectrice contre la bande de Gaza.
- 9 juillet :
  - élections législatives aux îles Cook ;
  - élection présidentielle en Indonésie remportée par Joko Widodo.
- 11 juillet : Fermeture définitive du Collège Cévenol.
- 13 juillet :
  - élections législatives en Slovénie, le Parti de Miro Cerar est en tête ;
  - finale de la Coupe du monde de football de 2014 remportée par l'Allemagne.
- 14 juillet : Après s'être débarrassé de différents groupes armées rivaux dans le gouvernorat de Deir ez-Zor, Daech décide d'en assiéger la capitale, toujours en partie tenue par des forces restées loyales à l'État syrien de Bachar el-Assad.
- 15 juillet : déraillement du métro de Moscou.
- 17 juillet : 
  - le vol 17 Malaysia Airlines s'écrase à Hrabove, dans l'est de l'Ukraine, après une collision avec un missile sol-air tuant l'intégralité de ses occupants (298 personnes).
  - Daech s'empare du champ gazier d'Al-Chaer et tue 270 personnes (parmi lesquelles 11 travailleurs civils), dont 200 d'entre-elles ont été victimes d’exécution par arme à feu après avoir été capturées.
- 21 juillet : l'offensive de Donetsk est lancée en Ukraine, au cours de la guerre du Donbass.
- 23 juillet : le vol 222 TransAsia Airways rate son atterrissage et s'écrase sur un village de l'archipel des îles Pescadores à Taïwan, tuant 48 de ses 58 occupants.
- 24 juillet :
  - Fouad Massoum est élu président de la République par le Parlement d'Irak ;
  - le vol 5017 Air Algérie s'écrase à Mondoro au Mali, tuant l'intégralité de ses occupants (116 personnes).

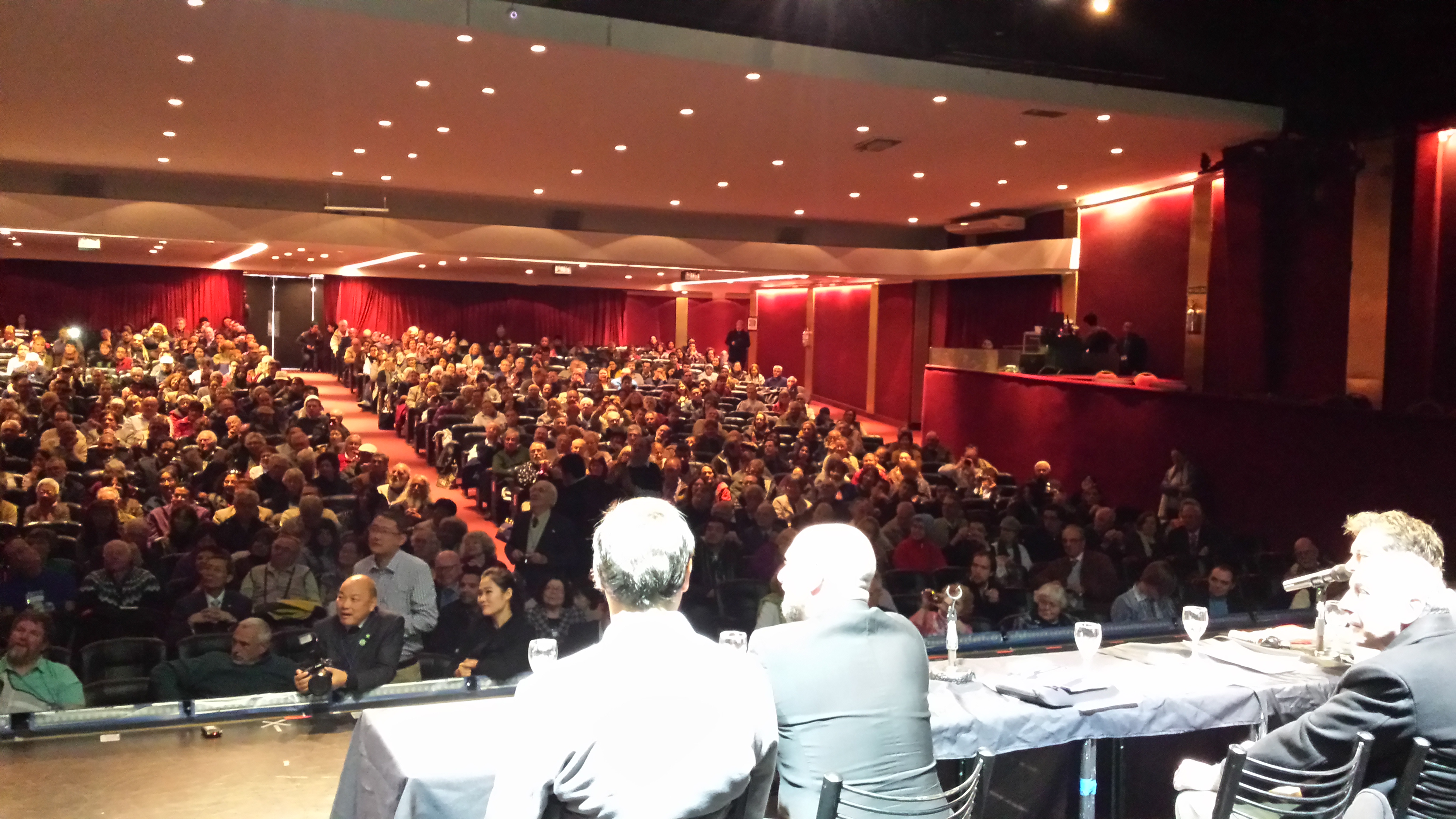
99e congrès mondial d'espéranto

- 26 juillet : le 99e congrès mondial d’espéranto s’ouvre à Buenos Aires. Il a pour thème « Nos petits-enfants nous béniront-ils ? Tentatives d’avenir pérenne ».
- 27 juillet :
  - Vincenzo Nibali remporte le Tour de France 2014.
  - Cérémonies officielles commémorant le 800e anniversaire de la bataille de Bouvines.